# Stade Félix Houphouët-Boigny
Het Stade Félix Houphouët-Boigny, ook wel Le Felicia genoemd, is een stadion in de Ivoriaanse stad Abidjan. Het werd in 1964 gebouwd ter gelegenheid van de Abidjan Games. Het stadion droeg in het begin de naam Stade Geo Andre, maar het werd later vernoemd naar Félix Houphouët-Boigny, de eerste president van Ivoorkust.
De voetbalclub ASEC Mimosas en het nationale voetbalelftal van Ivoorkust spelen hun thuiswedstrijden in dit stadion.

## Rampen
In 2009 ontstond na een voetbalwedstrijd in het Stade Félix Houphouët-Boigny een stormloop waarbij 22 mensen stierven en meer dan 130 mensen gewond raakten. Op 1 januari 2013, na afloop van een vuurwerkshow, ontstond nabij het stadion wederom een stormloop. Hierbij stierven minstens 61 mensen en raakten er meer dan 200 gewond.

## Afrikaans kampioenschap voetbal

### 1984
In 1984 werden in dit stadion voetbalwedstrijden voor de Afrika Cup van dat jaar gespeeld. De wedstrijden in poule A vonden plaats in dit stadion. In 2024 worden er in dit stadion wedstrijden gespeeld op het Afrikaans kampioenschap voetbal 2023.
| Datum         | Thuisteam | Uitslag | Uitteam  | Competitie   | Toeschouwers | Onderlingsresultaat |
| ------------- | --------- | ------- | -------- | ------------ | ------------ | ------------------- |
| 4 maart 1984  | Ivoorkust | 3–0     | Togo     | Groepsfase   | 50.000       | onderling resultaat |
| 4 maart 1984  | Egypte    | 1–0     | Kameroen | Groepsfase   | 50.000       | onderling resultaat |
| 7 maart 1984  | Kameroen  | 4–1     | Togo     | Groepsfase   | 15.000       | onderling resultaat |
| 7 maart 1984  | Ivoorkust | 1–2     | Egypte   | Groepsfase   | 40.000       | onderling resultaat |
| 10 maart 1984 | Egypte    | 0–0     | Togo     | Groepsfase   | 40.000       | onderling resultaat |
| 10 maart 1984 | Ivoorkust | 0–2     | Kameroen | Groepsfase   | 40.000       | onderling resultaat |
| 14 maart 1984 | Egypte    | 2–2     | Nigeria  | Halve finale | 15.000       | onderling resultaat |
| 14 maart 1984 | Algerije  | 0–0     | Kameroen | Halve finale | 15.000       | onderling resultaat |
| 17 maart 1984 | Algerije  | 3–1     | Egypte   | Troostfinale | 50.000       | onderling resultaat |
| 17 maart 1984 | Kameroen  | 3–1     | Nigeria  | Finale       | 27.456       | onderling resultaat |

### 2023
Tijdens het Afrikaans kampioenschap voetbal 2023 worden er tien wedstrijden in dit stadion gespeeld, zes groepswedstrijden, twee achtste finales, een kwartfinale en de troostfinale.
| Datum            | Tijd  | Thuisteam     | Uitslag | Uitteam        | Competitie     | Toeschouwers | Onderlingsresultaat |
| ---------------- | ----- | ------------- | ------- | -------------- | -------------- | ------------ | ------------------- |
| 14 januari 2024  | 17:00 | Egypte        | 2–2     | Mozambique     | Groepsfase     | 32.592       | onderling resultaat |
| 14 januari 2024  | 20:00 | Ghana         | 1–2     | Kaapverdië     | Groepsfase     | 11.943       | onderling resultaat |
| 18 januari 2024  | 20:00 | Egypte        | 2–2     | Ghana          | Groepsfase     | 20.808       | onderling resultaat |
| 19 januari 2024  | 14:00 | Kaapverdië    | 3–0     | Mozambique     | Groepsfase     | 5.794        | onderling resultaat |
| 22 januari 2024  | 17:00 | Guinee-Bissau | 0–1     | Nigeria        | Groepsfase     | 15.650       | onderling resultaat |
| 22 januari 2024  | 20:00 | Kaapverdië    | 2–2     | Egypte         | Groepsfase     | 15.650       | onderling resultaat |
| 27 januari 2024  | 20:00 | Nigeria       | 2–0     | Kameroen       | Achtste finale | 22.085       | onderling resultaat |
| 29 januari 2024  | 17:00 | Kaapverdië    | 1–0     | Mauritanië     | Achtste finale | 16.088       | onderling resultaat |
| 2 februari 2024  | 17:00 | Nigeria       | 1–0     | Angola         | Kwartfinale    | 18.757       | onderling resultaat |
| 10 februari 2024 | 20:00 | Zuid-Afrika   | 0–0     | Congo-Kinshasa | Troostfinale   | 21.975       | onderling resultaat |